# Hope You Love Me Like You Say You Do
«Hope You Love Me Like You Say You Do» es una canción interpretada por Huey Lewis and the News, lanzada en 1982 como el segundo sencillo de su álbum de estudio Picture This.
El sencillo alcanzó el número 36 en el Billboard Hot 100 de Estados Unidos, convirtiéndolo en el segundo éxito Top 40 de la banda. Cuenta con la participación de la banda Tower of Power.
La canción fue escrita por Mike Duke y grabada en San Francisco. La letra explora la tensión entre el deseo de independencia y la necesidad de compromiso en una relación romántica.  
Un video musical, filmado en mayo de 1982 en la ciudad de Nueva York, fue producido con la banda tocando la canción en el estudio.

## Posicionamiento en listas
| Lista (1982)                       | Máxima posición |
| ---------------------------------- | --------------- |
| Estados Unidos (Billboard Hot 100) | 36              |
| Estados Unidos (Cash Box Top 100)  | 33              |